# Xã Bennington, Quận Black Hawk, Iowa
Xã Bennington (tiếng Anh: Bennington Township) là một xã thuộc quận Black Hawk, tiểu bang Iowa, Hoa Kỳ. Năm 2010, dân số của xã này là 446 người.